# Aldo Ceccato
Aldo Ceccato (Milán, Italia, 18 de febrero de 1934) es un director de orquesta italiano.

## Biografía
Aldo Ceccato estudió en el Conservatorio Giuseppe Verdi de su ciudad y perfeccionó su técnica en la Musikhochschule de Berlín. Trabajó como asistente de Sergiu Celibidache y llegó a ser director musical de la Orquesta Sinfónica de Detroit de 1973 a 1977 y de la Filarmónica de Hamburgo de 1976 a 1982. 
Como director titular dirigió la Orquesta Filarmónica de Bergen de 1985 a 1990, la Orquesta Filarmónica Eslovaca de 1990 a 1991, la Orquesta Nacional de España de 1991 a 1994, sucediendo en la misma al maestro Jesús López Cobos, la Orquesta Filarmónica de Brno de 1995 a 2002 y la Orquesta Filarmónica de Málaga de 2004 a 2009. Fue nombrado director emérito de la Orchestra I Pomeriggi Musicali de Milán, una de las más antiguas de Italia. 
Hijo adoptivo del director de orquesta y compositor italiano Victor de Sabata, se casó con su hija Eliana, escritora y actriz. Grabó obras de su suegro con el sello Hyperion Records. En 1971 grabó la María Estuardo de Donizetti y La Traviata de Verdi con Beverly Sills.

## Distinciones honoríficas
Es miembro de la Academia de Santa Cecilia, de Roma y tiene un doctorado honorario por la Eastern Michigan University. Ha sido distinguido con el título de Caballero de Gran Cruz de la Orden al Mérito de la República Italiana de 13 de mayo de 1999.
También ha recibido del Senado de Hamburgo la "Medalla Brahms", una de las condecoraciones culturales más importantes de Alemania. El Ayuntamiento de Milán le concedió la Medalla de Oro al mérito cívico y cultural y más recientemente recibió el "Premio Mozart" del Mozarteum Argentino.